# Mittuniversitetets bibliotek
Mittuniversitetets bibliotek är ett forskningsbibliotek i mellersta delen av Sverige och en viktig resurs för all utbildning och forskning som bedrivs vid Mittuniversitetet. Mittuniversitetets biblioteket finns på två campusorter Sundsvall och Östersund. Biblioteket är i första hand till för universitetets studenter och anställda, men är öppet även för allmänheten och studenter vid andra universitet. 
Bibliotekets:s uppdrag är att erbjuda bibliotekstjänster och lärandestöd. Lärandestödet innefattar tillgängliggörande av litteratur, att stödja informationskompetens i utbildningen och erbjuda en inspirerande studiemiljö för studenter. Till detta kommer en växande publiceringsstödsverksamhet som riktar sig mot forskare.  
Mittuniversitetet är känt för ett omfattande utbud av distans- och nätbaserad utbildning vilket avspeglas i bibliotekets verksamhet. Biblioteket har lång erfarenhet av att stödja studenter som studerar på distans. Biblioteket  var det första högskolebibliotek i Sverige som skickade böcker hem till distansstudenter. 
Biblioteket samverkar med olika myndigheter, organisationer och företag i regionen, såsom till exempel Folkhälsomyndigheten och SCA. Biblioteket ansvarar också för att underhålla och utveckla Mittuniversitetets digitala publicering samt registrering av vetenskapliga publikationer i DIVA (Digitala vetenskapliga arkivet).   

## Historik, campusbiblioteken

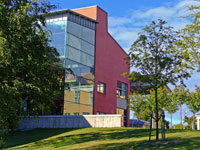
Sambiblioteket i Härnösand
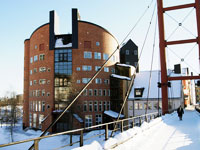
Mittuniversitetets bibliotek i Sundsvall (Mälthuset)
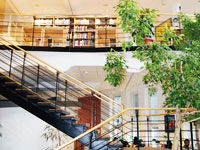
Interiör från Campusbiblioteket Sundsvall
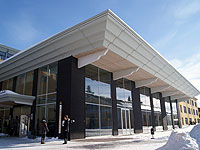
Mittuniversitetets bibliotek i Östersund

### Campusbiblioteket Härnösand
Campusbiblioteket utgjorde tillsammans med kommunbiblioteket och Länsbiblioteket Västernorrland Sambiblioteket. 

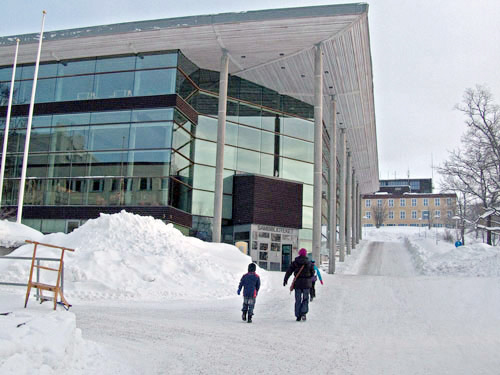
Sambiblioteket, Campus i Härnösand

Arkitekt var Hans Tirsén vid FFNS Arkitekter AB, som 
tillsammans med Arne Wistedt och Martin Häller vann den allmänna arkitekttävlingen om bibliotekets utformning år 1997. 
Inredningsarkitekt var Bertil Harström, Inredningsgruppen.
Upprinnelsen till  universitetsbiblioteket i Härnösand kan sägas vara det lilla bibliotek från 1844 som fanns på Folkskolelärareseminariet år 1843 samt material från den navigationsskola som inrättades år 1842. Vad gäller seminariets bibliotek finns det i Härnösands domkapitels arkiv från 1844 en inventarieförteckning som förtecknar 82 böcker, 27 inköpta och 55 skänkta. 
Viktiga årtal
- 1844 fanns ett mindre bibliotek på Folkskolelärareseminariet samt ett litet bibliotek med studiematerial vid Navigationsskolan
- 1971 flyttade lärarhögskolan till Kastellgatan liksom biblioteket
- 1982 flyttades biblioteket in i själva huvudbyggnaden

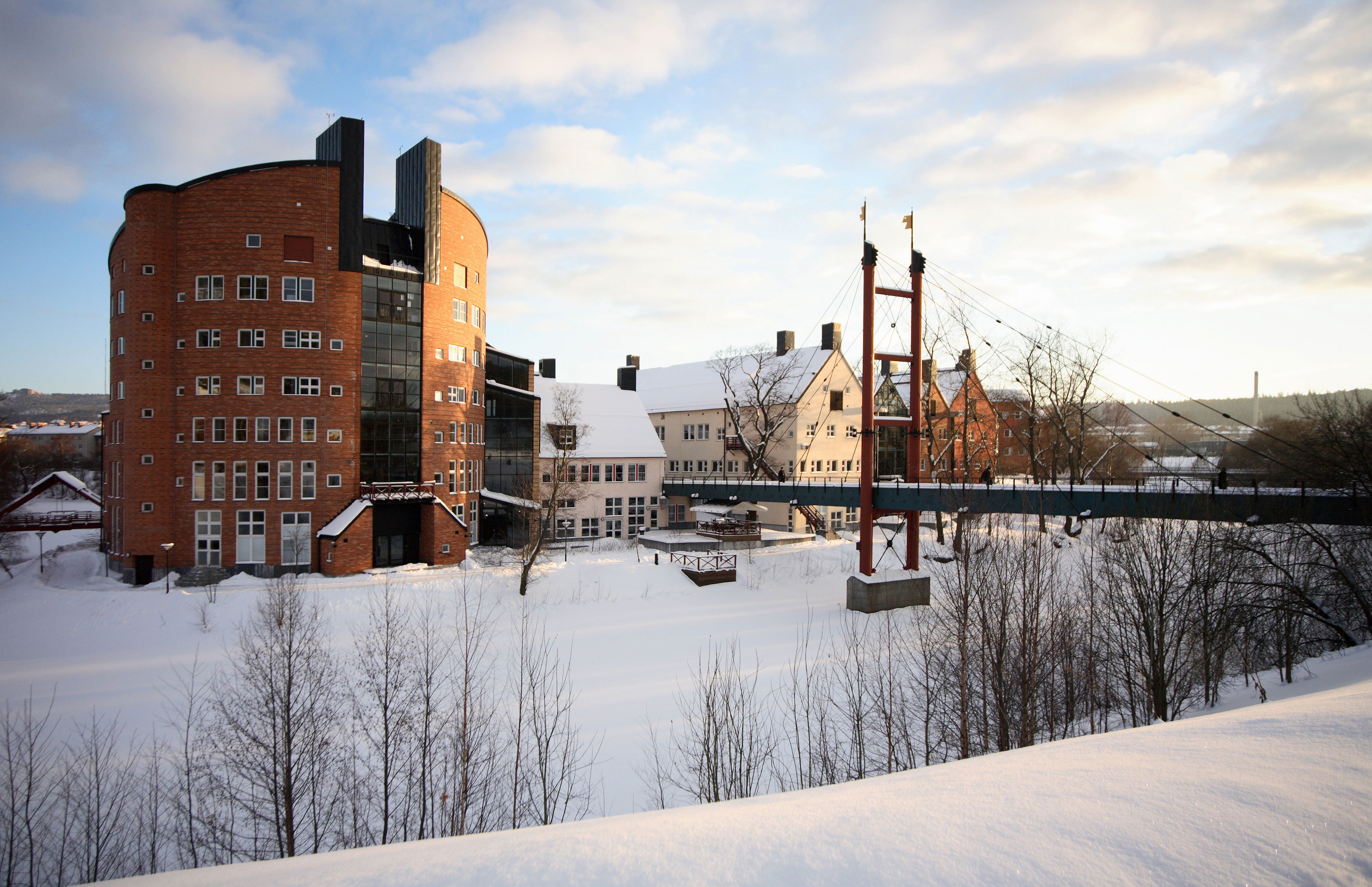
Campus i Sundsvall

- 1999 flyttades all litteratur från Kastellgatan och från TNV (Institutionen för Teknik och naturvetenskap) i Härnösand till det nybyggda Sambiblioteket
- 2000 invigdes Sambiblioteket i Härnösand. Samma år fick biblioteket utmärkelsen ”Årets bibliotek”
- 2015/16 flyttades verksamheten i Härnösand till Sundsvall och Campus Härnösand stängdes

### Campusbiblioteket Sundsvall
Campusområdet Åkroken ritades av Arken Arkitekter AB och området har prisbelönats ett flertal gånger för sin stadsbyggnad. 1997 med Stadsmiljörådets utmärkelse och år 2005 med ett av världens mest prestigefyllda pris inom stadsbyggnation, utmärkelsen Charter Awards. Åkroken ägs av Akademiska Hus och hyrs av Mittuniversitetet. 
Viktiga årtal
- 1977 högskolan i Sundsvall/Härnösand bildades och biblioteket integreras i stadsbibliotekets lokal
- 1987 flyttade biblioteket till Utvecklingscentrum (numera Metropol)
- 1997 flyttade biblioteket till nya lokaler på Åkroken och vårdhögskolans bibliotek införlivades med högskolebiblioteket
- 2016 stängdes campusbiblioteket i Härnösand och slogs ihop med Sundsvall

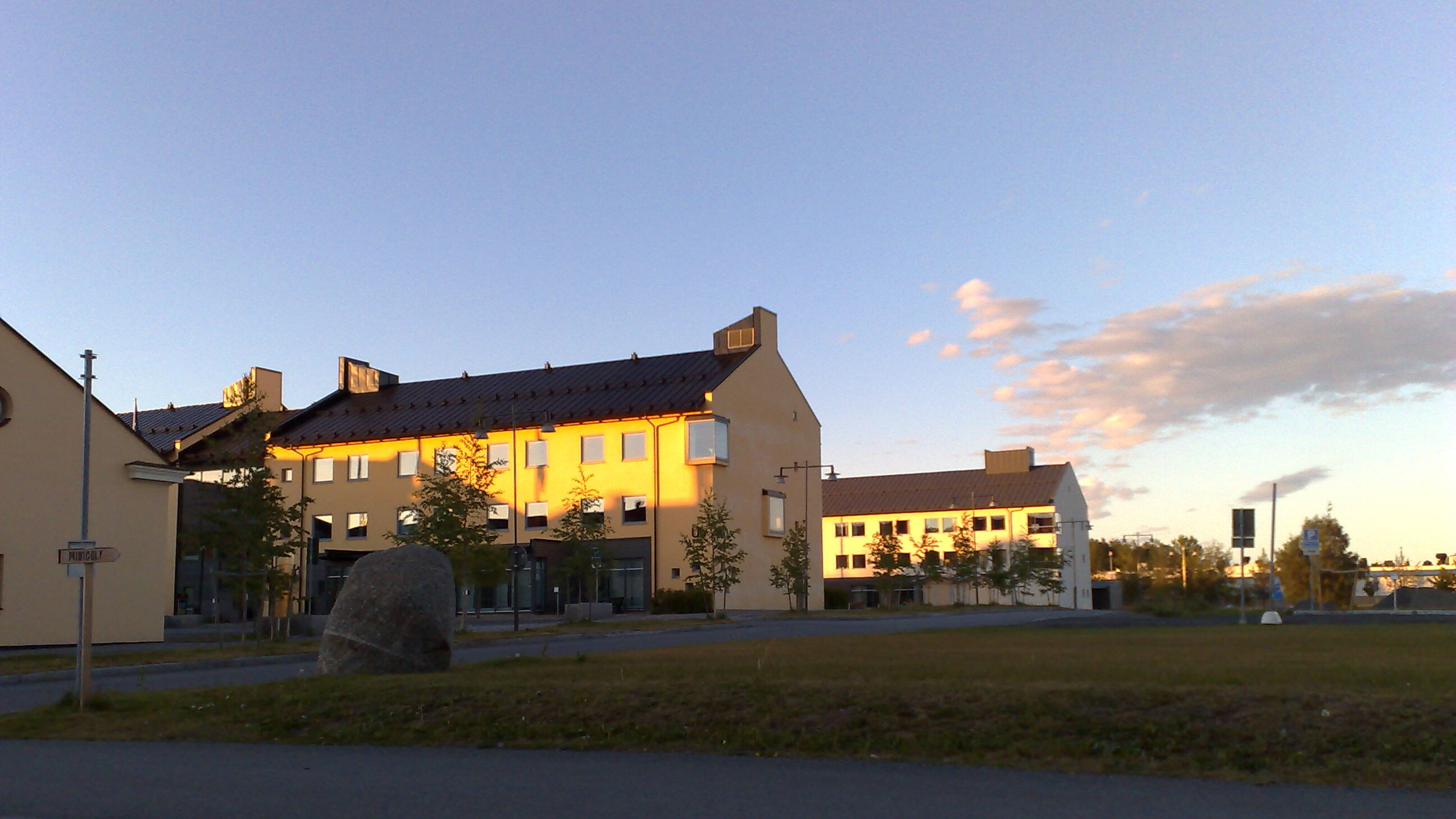
Campus i Östersund

### Campusbiblioteket Östersund
Husets arkitekt var Lennart Köpsén från SWECO FFNS. Inredningsarkitekt är Bertil Harström, Inredningsgruppen. Inredningen består av Fo:ras biblioteksinredning i björk med inslag av vinröd kulör. 
Viktiga årtal
- 1970 Högskolan i Östersund startade med ett mindre bibliotek
- 1982-1992 var högskolebiblioteket integrerat med Jämtlands läns bibliotek
- 1993 flyttade biblioteket tillbaka i högskolans lokaler
- 1995 införlivades vårdhögskolans bibliotek i högskolebiblioteket
- 2001 invigdes nya bibliotekslokaler på campus Östersund
- 2020 renoverades bibliotekets lokaler på campus Östersund